# Krzyż Jerzego
Krzyż Jerzego (ang. George Cross, skr. „GC” lub „G.C.”) – najwyższe cywilne odznaczenie państwowe Zjednoczonego Królestwa, nadawane za czyny najwybitniejszej odwagi. Drugie odznaczenie w hierarchii odznaczeń brytyjskich, bezpośrednio po Krzyżu Wiktorii, którego jest cywilnym odpowiednikiem. Krzyż może być nadany wielokrotnie, a także pośmiertnie.
Został ustanowiony przez króla Jerzego VI (ang. George VI) 24 września 1940. Nadawany jest za akty największego bohaterstwa lub najbardziej wyróżniającej się odwagi w warunkach skrajnego niebezpieczeństwa (ang: act of the greatest heroism or of the most conspicuous courage in circumstances of extreme danger).

## Opis
Krzyż Jerzego jest wykonany ze srebra i zbudowany na podstawie krzyża równoramiennego. Wewnątrz krzyża znajduje się okrąg z wizerunkiem św. Jerzego na koniu walczącego ze smokiem, otoczonym napisem: „FOR GALLANTRY” (ang. „ZA DZIELNOŚĆ”). Wokół okręgu z napisem, na łączeniu ramion, umieszczone są cztery litery "G" z wpisanymi w nie cyframi "VI" będące inicjałami króla Jerzego VI. Na odwrocie krzyża znajdują się imię i nazwisko odznaczonego oraz data nadania odznaczenia.
Krzyż jest zawieszony na ciemnobłękitnej wstążce, przy nadaniach dla kobiet upiętej w kokardę.
Kolejne nadanie odznaczenia jest oznaczane poprzez nałożenie na wstążkę srebrnego okucia – belki.
Baretka jest ciemnobłękitna z nałożoną miniaturką krzyża.
Kolejne nadanie odznaczenia jest na baretce oznaczane, poprzez umieszczenie na niej dodatkowej miniaturki. Nikt do tej pory nie został dwukrotnie odznaczony Krzyżem Jerzego.
Krzyż Jerzego bywa w języku polskim nazywany mylnie Krzyżem św. Jerzego. Krzyż św. Jerzego jest odznaczeniem rosyjskim, znajduje się również na fladze Gruzji.

## Odznaczeni

Flaga Malty

Do końca 2014 roku krzyż nadano 405 osobom, w tym czterem kobietom, z czego trzy (Odette Sansom, Violette Szabo i Noor Inayat Khan) były agentkami Special Operations Executive służącymi podczas II wojny światowej.
Najmłodszym odznaczonym został 15-letni górnik John Bamford w 1952, a najstarszym był 57-letni maszynista John Axon, odznaczony w 1957.
Najbardziej znanym nadaniem Krzyża Jerzego jest odznaczenie nim mieszkańców Malty za odwagę w czasie II wojny światowej (obrona Malty). Jego wizerunek znajduje się na fladze Malty. Jest to też jeden z trzech przypadków zbiorowego nadania krzyża, drugim jest przyznanie go Royal Ulster Constabulary (Królewskiej Policji Ulsteru) w 1999 roku. Trzeci miał miejsce w 2021 roku, odznaczeni zostali pracownicy Narodowej Służby Zdrowia Wielkiej Brytanii. 
Po zniesieniu i zakończeniu nadawania Medalu Imperium za Dzielność (E.G.M.) w 1940, Medalu Alberta (A.M.) w 1971 i Medalu Edwarda (E.M.) także w 1971, żyjący odznaczeni tymi medalami mieli prawo do ich wymiany na Krzyż Jerzego.